# 池田宗弘
池田 宗弘（いけだ むねひろ、1939年〈昭和14年〉 - ）は、日本の彫刻家、版画家。自由美術協会会員。真鍮直付け彫刻という独自の技法で制作している。

## 略歴
1939年、東京都東村山市で生まれる。1963年に武蔵野美術学校彫刻科を卒業。1983年から1年間、文化庁在外芸術家研修員としてスペインでロマネスク美術を研究した。1993年に、湿度が低く作品を保存するのに適した地として長野県東筑摩郡麻績村に居を移した。
無名時代には、特撮技師の鈴木昶の推薦を受け映画美術にも携わっており、造型会社エキスプロダクションにも出入りしていた。池田の招きで特撮映画『大怪獣ガメラ』から特撮映画に携わるようになった高橋章は、特撮テレビ番組『仮面ライダー』でのショッカーのレリーフやベルトのバックルは池田の手によるものであると証言している。

## 受賞歴
- 第36回自由美術展平和賞（1970年）
- 第3回彫刻の森美術館大賞展S氏賞（1977年）
- 第2回東京野外現代彫刻展区長賞・大衆賞（1986年）
- 第7回中原悌二郎賞優秀賞（1986年）
- 第20回中原悌二郎賞（1989年）
- 第18回長野市野外彫刻賞（1990年）
- 第6回神戸具象彫刻大賞展大賞（1991年）
- 第3回倉吉緑の彫刻プロムナード特別賞（1992年）
- 第2回木内克大賞野外彫刻展大賞（1995年）

## 書籍

### 作品集
- 『池田宗弘作品集』 聖豊社、1979年。
- 『Hiroko-池田宗弘作品集 1961-2001』 彫刻美術研究室・いけだ、2001年。

### 著書
- 『東村山の昔話』 楡書房、1978年。
- 『木版画入門』 日東書院、1979年。
- 『巡礼の道絵巻-ロマネスク彫刻紀行（スペイン・サンティアゴへの道）』 形文社、1990年。
- 『粘土でつくる』 大月書店<シリーズ・子どもとつくる31>、1991年。
- 『遥かなる巡礼の道-スペインサンティアゴ・デ・コンポステーラへ（ユネスコ世界遺産）』 志摩スペイン村、1997年。

### 挿絵
- C・W・ニコル作・五木寛之訳 『りんごの花さく湖』 ファンハウス、1991年。